# 湊部屋

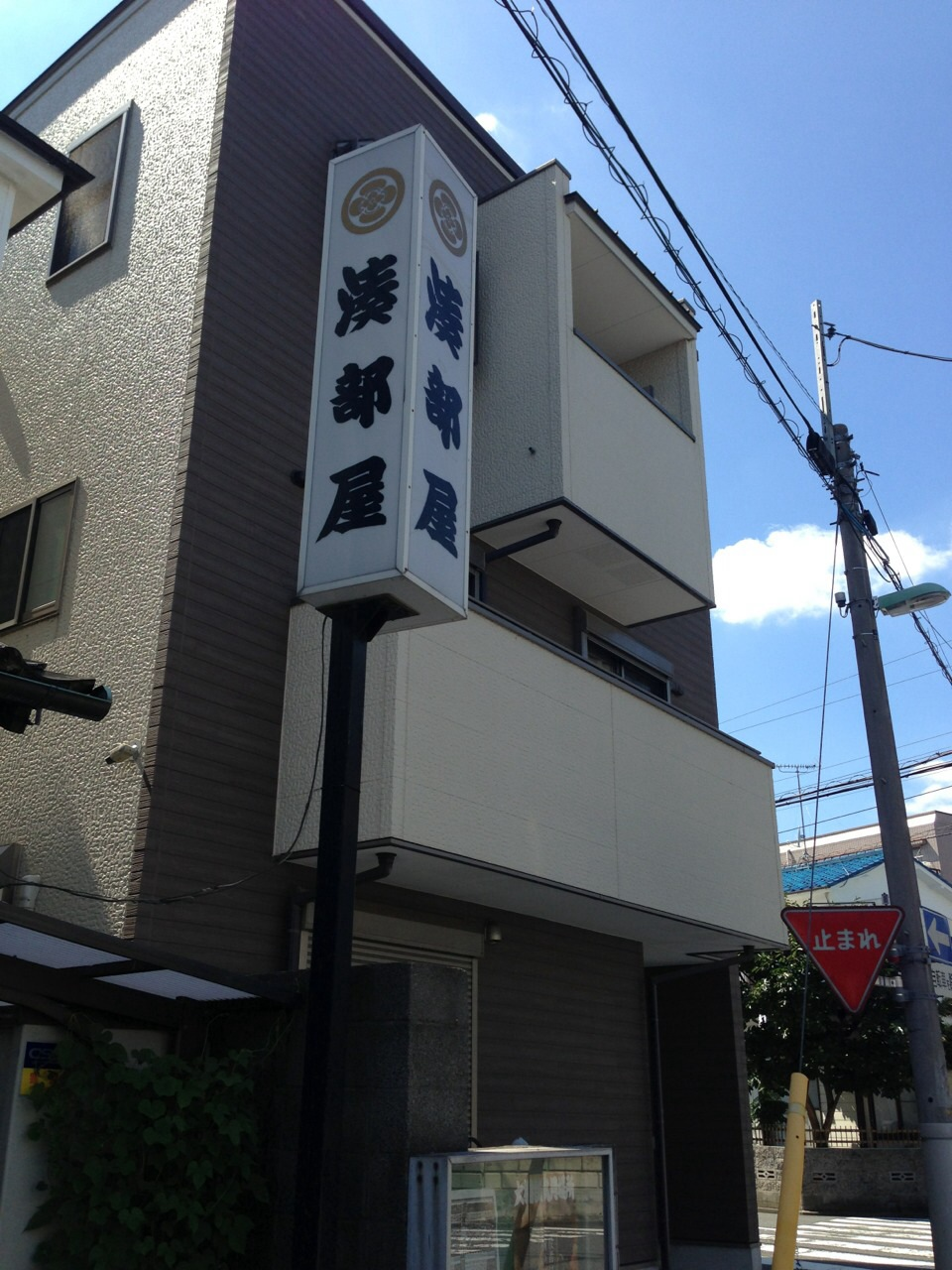
湊部屋の外観

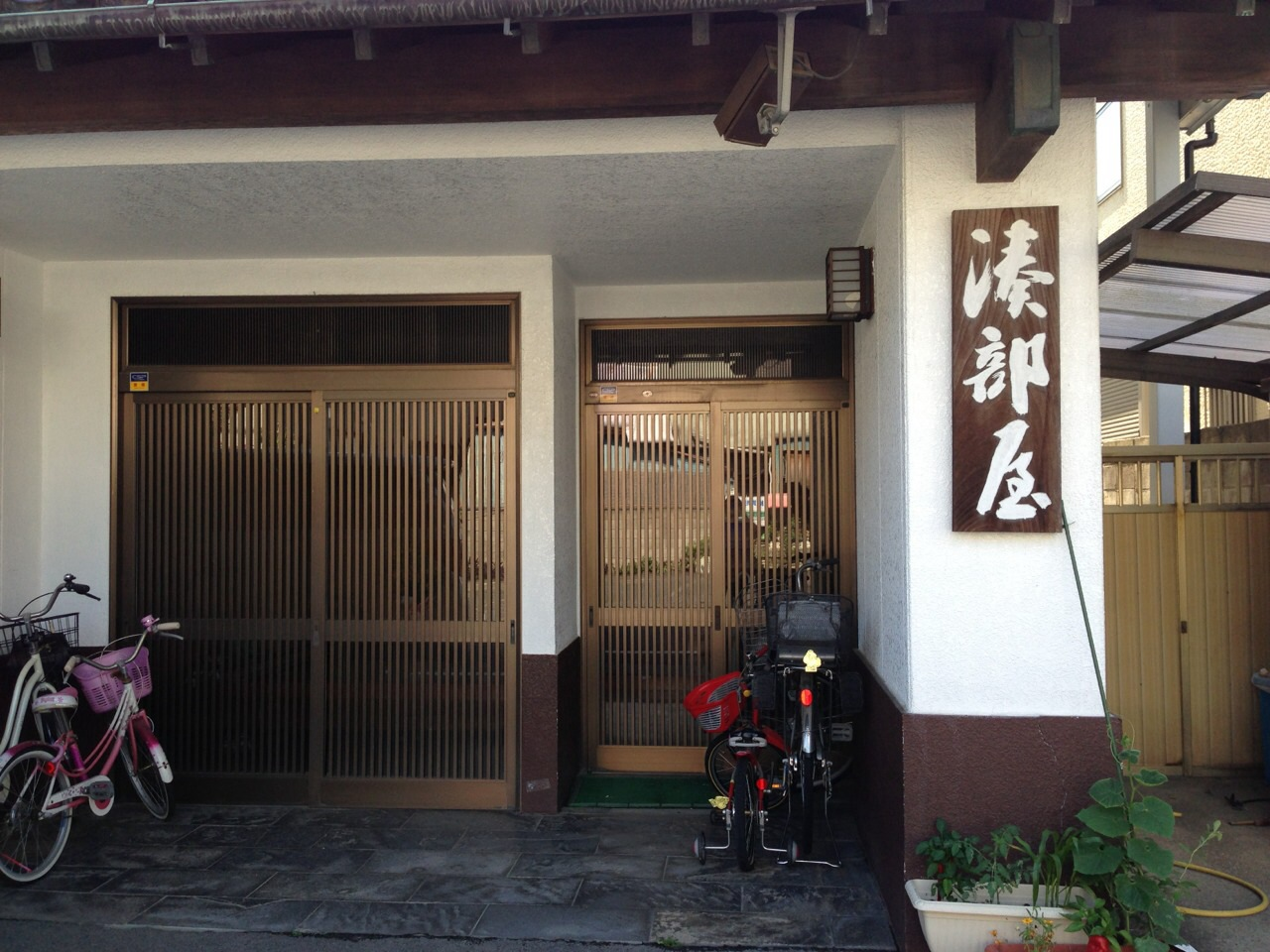
湊部屋

湊部屋（みなとべや）は、日本相撲協会所属の相撲部屋。現在は二所ノ関一門に所属している。

## 歴史
1981年5月場所に現役を引退して時津風部屋の部屋付き親方となっていた年寄・22代湊（元小結・豊山）が、1982年12月に内弟子2人を連れて時津風部屋から分家独立する形で部屋を創設した。戦後初となる埼玉県に創設された相撲部屋である。部屋内に図書室を設置したことが話題となった。22代は幕内力士として湊富士を育て上げ、他にも大湊ら幕下力士を擁したが、いずれも怪我で低迷するなどして関取昇進を果たせず、師匠を務めた時期に育てた関取は湊富士だけであった。
それまで部屋の唯一の関取だった湊富士は2002年9月場所で現役を引退し、年寄・16代立田川を襲名して部屋付き親方となった後、2010年7月27日に22代と年寄名跡を交換する形で23代湊を襲名して部屋を継承した。翌28日に仲の国の新十両昇進が決定し、史上2人目となる関取が誕生した。2014年5月場所において逸ノ城が新十両へ昇進し、23代の直弟子としては初となる関取が誕生している。その逸ノ城は同年11月場所において新関脇に昇進し、部屋史上初の三役力士となり、2022年7月場所では部屋所属力士初の幕内最高優勝を果たした。
2017年12月18日付で、これまで所属していた時津風一門を錣山部屋とともに離脱し、どこの一門にも属しない無所属となった。 
その後、2018年7月に相撲協会が「部屋は必ず一門に属さねばならない」との決定をしたため、2018年9月21日に旧貴乃花一門の阿武松部屋、大嶽部屋、千賀ノ浦部屋、同じく無所属であった錣山部屋とともに二所ノ関一門に加入することとなった。
2024年10月26日（25日深夜）放送のテレビドラマ『それぞれの孤独のグルメ』第4話（テレビ東京）のメインゲストである木村正基（演・ユースケ・サンタマリア）は部屋所属の行司・木村元基をモデルとしており、湊部屋内のシーンでは親方や力士たちも出演した。

## 所在地
- 埼玉県川口市芝中田2-20-10
- JR京浜東北線蕨駅 徒歩20分

## 師匠
- 22代：湊広光（みなと ひろみつ、小結・豊山、新潟）1982年12月-2010年7月
- 23代：湊孝行（みなと たかゆき、前2・湊富士、群馬）2010年7月-

## 力士

### 幕内

#### 関脇
- 逸ノ城駿（モンゴル）23代弟子

#### 前頭
- 湊富士孝行（前2・群馬）22代弟子

### 十両
- 仲の国将（十12・中国）22代、23代弟子